# El Pedró (Cervià de Ter)
El Pedró és una muntanya de 83 metres que es troba al municipi de Cervià de Ter, a la comarca del Gironès.